# 斯基氏毛鼻鯰
斯基氏毛鼻鯰，為輻鰭魚綱鯰形目毛鼻鯰科的其中一種，為熱帶魚類，分布於南美洲哥倫比亞Opón河上游流域，體長可達6.2公分，棲息在底層水域，生活習性不明。

## 扩展阅读
維基物種上的相關：斯基氏毛鼻鯰